# Brucepattersonius guarani
Brucepattersonius guarani — вид гризунів з родини Хом'якові (Cricetidae).

## Проживання
Відомий з одного зразка з провінції Місьйонес північно-східної Аргентини, в південній частині Атлантичного лісу.

## Загрози та охорона
Вирубка лісів на кордоні ісп. Reserva Mocona є загрозою. Записаний на кордоні заповідника Мокона.